# Sjalva Natelasjvili
Sjalva Natelasjvili (georgiska: შალვა ნათელაშვილი), född 17 februari 1958 i Dusjeti, är en georgisk politiker och grundare samt partiledare för Georgiens arbetarparti. 
Natelasjvili var 1995 med och grundade Georgiens arbetarparti (SLP) och har varit partiledare sedan dess. I oktober 2013 kandiderar han i presidentvalet i Georgien 2013. I det senaste presidentvalet (2008) fick Natelasjvili 128 589 vilket innebar 6,49% av rösterna. 2007 sökte han asyl i USA.